# Алгоритм організації морально-психологічного забезпечення
Алгоритм організації морально-психологічного забезпечення  —  це комплекс аналітичних і практичних дій в межах сфери відповідальності заступників командирів (начальників) з виховної роботи (по роботі з особовим складом) для досягнення високого морального духу особового складу, який спонукає військовослужбовців до свідомого виконання службово-бойових завдань в умовах мирного і воєнного часу.
Морально-психологічне забезпечення (МПЗ) виконання службово-бойових завдань (СБЗ) є складовою  виховної роботи.

## Послідовність дій щодо організації МПЗ
Алгоритм організації МПЗ виконання СБЗ передбачає наступну послідовність дій заступника командира (начальника) з виховної роботи (по роботі з особовим складом:
- надання пропозицій щодо МПЗ до рішення командира (начальника);
- підготування попереднього розпорядження щодо здійснення МПЗ;
- з’ясування рішення командира, його вказівок, розпорядження старшого начальника з виховної роботи (по роботі з особовим складом);
- оцінювання обстановки, сил та засобів МПЗ  виконання СБЗ, рівня  психологічного захисту особового складу;
- прийняття рішення про МПЗ;
- планування МПЗ та доведення запланованих заходів до частин (підрозділів);
- оформлення робочої карти щодо МПЗ виконання СБЗ;
- підготування додатка до робочої карти у формі довідки-доповіді про МПЗ виконання СБЗ;
- віддання розпорядження про МПЗ виконання СБЗ ;
- подання донесень про МПЗ виконання СБЗ ;
- навчання та інструктування командирів, офіцерів виховної роботи (по роботі з особовим складом), активу методиці проведення запланованих заходів;
- надання допомоги у  здійсненні МПЗ;
- контроль за підготовкою та проведенням запланованих заходів МПЗ;
- узагальнення та поширення передового досвіду МПЗ виконання СБЗ;
- оцінювання ефективності проведених заходів МПЗ;
- підбивання підсумків МПЗ виконання СБЗ [с. 51, 52] [1],  [с. 320] [2].

## Пропозиції до рішення командира щодо МПЗ
У пропозиціях командиру (начальнику) щодо МПЗ виконання СБЗ заступник командира (начальника) з виховної роботи (по роботі з особовим складом)  вказує:
- мету і основні завдання МПЗ, сили і засоби, які залучають;
- в яких підрозділах чи елементах бойового порядку  зосередити  основні зусилля МПЗ;
- на що звернути основну  увагу під час  організації   роз’яснювальної роботи;
- яку інформацію в першу  чергу довести до особового  складу;
- категорії військовослужбовців, які потребують найбільшого морально-психологічного впливу;
- заходи впливу на протидіючі сили [с. 51, 211, 312][1], [с. 30] [3].

## Попереднє розпорядження щодо МПЗ
У попередньому розпорядженні щодо МПЗ виконання СБЗ вказується: 
- адресата, назву, номер, місце дислокації, час, дату;
- стислі висновки із оцінки протидіючих сил;
- відомості про характер майбутніх дій та основну мету їх МПЗ;
- найважливіші заходи МПЗ;
- порядок взаємодії зі структурами виховної роботи (по роботі з особовим складом) сусідніх частин (підрозділів);
- порядок доповіді про проведені заходи, рівень  людського фактора військових формувань (частин, підрозділів), психологічних втрат, психологічної безпеки  особового складу та відношення населення до наших дій;
- підпис [с. 51, 213– 215][1],  [с. 30][3].

## З’ясуванні вказівок, розпоряджень щодо МПЗ
При з’ясуванні вказівок командира (начальника) та розпорядження старшого начальника з виховної роботі (по роботі з особовим складом) необхідно зрозуміти: 
- завдання та бойовий порядок частини;
- основні етапи підготовки та виконання СБЗ;
- підрозділи та категорії військовослужбовців, які потребують особливої уваги;
- час готовності до виконання СБЗ та подання плануючих документів [с. 52,53][1], [4].

## Оцінювання обстановки виконання СБЗ та його МПЗ
У ході оцінювання обстановки виконання СБЗ та їх МПЗ заступник командира (начальника) з виховної роботи (по роботі з особовим складом) повинен з’ясувати: 
- соціально-політичне становище у державі, регіоні дислокації, районі виконання СБЗ;
- сильні та слабкі сторони  морального духу особового складу протидіючих сил та тих, хто їх підтримуює;
- рівень  людського фактору частини (підрозділу), психологічних втрат, психологічної безпеки свого особового складу та взаємодіючих сил, рівень їх бойового і матеріального забезпечення;
- укомплектованість офіцерами виховної роботи (по роботі з особовим складом), наявність засобів морально-психологічного впливу [с. 53][1], [4].

## Рішенні щодо МПЗ  виконання  СБЗ
У рішенні заступника командира (начальника) з виховної роботи (по роботі з особовим складом) щодо МПЗ  виконання  СБЗ вказується:
- головні завдання МПЗ;
- які сили i засоби МПЗ застосувати;
- розподіл офіцерів виховної роботи (по роботі з особовим складом) за підрозділами (елементами) бойового порядку;
- у якому підрозділі зосередити основні зусилля  МПЗ;
- заходи МПЗ у основних елементах бойового порядку;
- категорії військовослужбовців, які потребують особливої уваги;
- заходи підвищення морально-психологічного впливу на основних етапах дій військ;
- заходи протидії інформаційно-психологічному  впливу  протидіючих сил;
- заходи інформаційно-психологічному  впливу на протидіючу сторону;
- порядок взаємодії з іншими силовими структурами нашої держави, місцевими органами влади, громадськими організаціями;
- порядок заміни офіцерів виховної роботи (по роботі з особовим складом);
- термін подання донесень про МПЗ виконання СБЗ;
- порядок  зв’язку;
- своє місце у період  підготовки та під час виконання завдань;
- на кого покладається виконання обов’язків при виході зі строю [с. 53, 54, 219, 248, 249][1],  [с. 31][3].

## План МПЗ виконання СБЗ
Рішення щодо МПЗ виконання СБЗ заступник командира (начальника) з виховної роботи (по роботі з особовим складом) доповідає командиру, оформляє його у вигляді плану i відображає на робочій  карті та пояснювальній записці до неї.
 План МПЗ виконання СБЗ складається з трьох  розділів: 
- перший – заходи МПЗ перед початком дій;
- другий – заходи МПЗ під час дій військ;
- третій – заходи МПЗ після завершення дій.

 У плані вказують: 
- заходи щодо ідейного, військового і морального  виховання особового складу,  його  психологічної підготовки до виконання завдань;
- порядок оперативного доведення i роз’яснення особовому складу завдань i способів їх виконання;
- способи роз’яснення особовому складу особливостей обстановки, доведення набутого досвіду під час дій в аналогічних умовах, правил взаємовідносин з місцевим населенням, необхідності суворого дотримання пильності, військової  таємниці, законності;
- заходи щодо припинення можливих провокаційних чуток та паніки;
- організацію інформування;
- використання технічних заходів, наочної агітації, встановлення взаємодії з місцевими органами влади, внутрішніх справ, службою безпеки, частинами державної прикордонної служби у районі дій частини (підрозділу);
- заходи роз’яснювальної роботи серед місцевого населення [с. 54, 220–236][1],   [с. 322][2].

## Робоча карта  щодо МПЗ
На робочій карті заступника командира (начальника) з виховної роботи (по роботі з особовим складом) (графічній частині плану МПЗ виконання СБЗ) відображають: 
- склад, угруповання протидіючих сил, напрямки очікуваних дій;
- сили і засоби спеціальних операцій протидіючих сил, можливості їх технічних засобів щодо інформаційно-психологічного впливу на особовий склад наших підрозділів та населення;
- зони стійкого прослуховування радіостанцій та прийому сигналів телецентрів протидіючих сил;
- дислокацію і зони (райони) дій з’єднань і частин наших військових формувань;
- дислокацію підрозділів інших силових структур, з якими організована взаємодія;
- застосування сил і засобів психологічного впливу старшим  начальником;
- розташування підпорядкованих сил і засобів психологічного впливу;
- інфраструктуру МПЗ дій військ, можливості її технічних засобів;
- пункти психологічної реабілітації;
- райони зосередження основних зусиль МПЗ виконання СБЗ;
- місцеві засоби масової інформації і їх можливості, лікувально-оздоровчі бази, військово-історичні пам’ятки, заклади культури;
- райони компактного проживання національних меншин, підвищеної криміногенної і нестабільної соціально-політичної обстановки;
- райони значного впливу конфесій, політичних партій та громадських організацій;
- райони відселення населення;
- потенційно-небезпечні об’єкти (АЕС, ТЕС, хімічні підприємства, сховища отруйних та радіоактивних речовин, нафто- та аміакопроводи, греблі), їх характеристика;
- об’єкти виконання покарань (табори і приймальні пункти затриманих).

 На карті можуть бути також таблиці (схеми): 
- сили та засоби інформаційно-психологічного впливу протидіючих сил;
- сили та засоби інформаційно-психологічного впливу на протидіючі сили;
- найбільш впливові політичні партії, громадські рухи, конфесії регіону (району виконання СБЗ) та їх характеристика;
- схема забезпечення військ технічними засобами виховання;
- схема забезпечення військ періодичними виданнями [с. 54, 55][1],    [с. 32][3].

## Довідка-доповідь  щодо МПЗ
Пояснювальну записку до робочої карти заступника командира (начальника) з  виховної  роботи (по роботі з особовим складом) оформлюють у  формі  довідки-доповіді,  де вказують: 
- якій даті відповідає обстановка;
- соціально-політичні та географічні умови  дій військ;
- дії протидіючих сил  та висновки щодо їх морального духу;
- які завдання виконує частина (підрозділ);
- рівень морального духу особового складу своїх військ;
- основні завдання МПЗ виконання СБЗ;
- сили і засоби, що здійснюють МПЗ у ротній, батальйонній,  полковій ланках, їх характеристика;
- сили і засоби, які залучають до МПЗ для здійснення інформаційно-психологічного впливу на протидіючі сили;
- соціально-демографічну характеристику особового складу;
- проведені та заплановані заходи МПЗ виконання СБЗ;
- організацію роботи відділу (відділення) виховної роботи;
- висновки [с. 323, 324][2], [с. 254][1].

## Розпорядження  щодо МПЗ
Основні пункти рішення заступника командира (начальника) з виховної роботи (по роботі з особовим складом) та плану МПЗ виконання СБЗ доводять до частин i підрозділів розпорядженням.
 У розпорядженні щодо МПЗ виконання СБЗ вказують: 
- адресата, назву, номер, місце дислокації, час, дату;
- соціально-політичну  обстановку навколо та всередині держави, у районі виконання СБЗ;
- висновки з оцінки дій протидіючих сил i тих, хто їх підтримує;
- що довести до особового складу негайно, а що після глибокого   роз’яснення;
- на яких завданнях МПЗ зосередити особливу  увагу;
- планування  заходів МПЗ виконання СБЗ;
- рекомендації щодо встановлення взаємодії  з місцевими органами влади та взаємодіючими силами;
- заходи МПЗ у допоміжних підрозділах i тих, які комплектують приписним складом;
- заходи щодо вивчення морального духу, психологічних втрат, психологічної безпеки особового складу, запобігання панічних настроїв  та  нейтралізації негативного інформаційно-психологічного впливу протидіючих сил;
- заходи МПЗ з  військовослужбовцями, які призвані з  районів   майбутніх дій;
- періодичність подання донесень про  МПЗ виконання СБЗ [с. 55, 56, 237–242][1], [с. 324][2].

## Донесення про МПЗ виконання СБЗ
Заступник командира (начальника) з виховної роботи (по роботі з особовим складом) у визначений термін подає донесення про МПЗ виконання СБЗ. Воно має бути коротким, чітким, обґрунтованим, а цифровий матеріал, факти i прізвища – достовірними.
 У донесенні щодо МПЗ виконання СБЗ вказують: 
- адресата;
- суспільно-політичну обстановку в районі виконання   завдань;
- наслідки дій протидіючих сил та їх моральний дух;
- які завдання виконували війська, їх результати;
- рівень  морального духу та психологічної безпеки особового складу;
- загальні втрати та показник ситуаційних психологічних втрат особового складу;
- ін.ормацію про мужні та рішучі дії особового складу;
- проведені заходи МПЗ виконання СБЗ та ті, що плануються;
- укомплектованість офіцерами виховної роботи (по роботі з особовим складом);
- проблемні питання, можливі шляхи вирішення;
- пропозиції, прохання;
- підпис [с. 56, 243–246][1], [с. 33][3].